# Kanton Montech
Kanton Montech (francouzsky Canton de Montech) je francouzský kanton v departementu Tarn-et-Garonne v regionu Midi-Pyrénées. Tvoří ho devět obcí.

## Obce kantonu
- Bressols
- Escatalens
- Finhan
- Lacourt-Saint-Pierre
- Montbartier
- Montbeton
- Montech
- Saint-Porquier
- La Ville-Dieu-du-Temple